# Каллиопий Помпеопольский
Каллио́пий Помпеопо́льский (греч. Καλλιόπιος ὀ Πομπηιούπολις) — святой мученик, юноша-христианин, отказавшийся принять участие в языческих праздниках, за что был заключён в тюрьму, а потом распят вниз головой, в 304 году, в киликийском городе Помпеополе.

## Житие
Мученик Каллиопий родился в Пергии Памфилийской в семье знатного сенатора. Мать мученика, Феоклия, долгое время не имела детей и в своей горячей молитве просила Бога даровать ей ребёнка.
Феоклия овдовела вскоре после того, как родила сына, которого воспитала в христианской вере. Когда святой Каллиопий достиг юношеских лет, на христиан начались жестокие гонения. Феоклия узнала о доносе, который поступил на её сына, и отправила его в Киликию. Юноша прибыл в город Помпеополь Киликийский, где в то самое время проходили празднества в честь языческих богов. Будучи приглашён к участию в пиршествах, он отказался, объявив себя христианином, о чём донесли Максиму — правителю города.
Правитель вызвал к себе Каллиопия и сначала пытался уговорить его поклониться языческим богам с обещанием выдать за него свою дочь. Юноша решительно отказался, и правитель приказал подвергнуть его жестоким мукам: бить по спине оловянными прутьями и по животу воловьими жилами, а затем — привязать юношу к железному колесу и поджаривать на медленном огне. После истязаний Каллиопий был брошен в тюрьму.

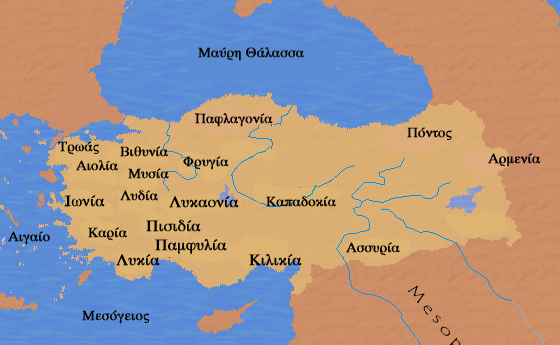
Малая Азия в древности. Подписи на карте:
Киликия = Κιλικία, Памфилия = Παμφυλία

Феоклия, получив известие о страданиях сына, написала завещание, отпустила рабов на волю, раздала своё имущество и поспешила к сыну. Заплатив страже, мать проникла к сыну в темницу. Там она укрепляла его в решимости до конца перенести страдания за Христа.
На следующий день Каллиопий на суде отказался отречься от Христа, и правитель города приказал распять мученика на кресте. День казни совпал с Великим четвергом, днём воспоминания Тайной Ве́чери.
Феоклия, узнав об этом, упросила стражей распять сына вниз головой, считая его недостойным быть распятым подобно Господу. Стражи исполнили её желание. Каллиопий провисел на кресте до Великой пятницы. Его казнь состоялась в 304 году. Когда тело мученика сняли с креста, «Феоклия воздала славу Спасителю, обняла бездыханное тело сына и тут же предала свой дух Богу». Их тела были погребены в одной могиле.

### День памяти
Память мученика Каллиопия отмечают 7 (20) апреля.